# 伴雄堅魚
伴 雄堅魚（とも の おかつお）は、平安時代初期の貴族・棋士。官位は正五位下・美濃介。

## 経歴
若い頃より囲碁に優れ、延暦23年（804年）に渡唐した第18次遣唐使に碁師として随行した。
弘仁3年（812年）従五位下・兵部少輔に叙任され、弘仁5年（814年）従五位上と嵯峨朝前半は順調に昇進したが、その後昇進は停滞した。その後、時期は不明ながら美濃介を務めていた際に、国守・紀善峯の子息でまだ10代の少年であった夏井に囲碁を教授するが、1-2年の内に夏井は雄堅魚をほとんど超えてしまうほど急速に上達したという。
弘仁14年（823年）大伴親王の践祚（淳和天皇）に伴う避諱のために、雄堅魚を含む大伴氏の氏人は伴姓に改姓した。
承和6年（839年）仁明天皇に召されて、共に当時の囲碁の名手であった甥の備後権掾・伴須賀雄と対局した。雄勝雄は石二子格下であったが、1局につき承和昌宝4貫文を賭けて5局指して4勝1敗であった。承和13年（846年）32年ぶりに昇進して正五位下に叙せられている。

## 官歴
『六国史』による。
- 時期不詳：正六位上
- 弘仁3年（812年）正月7日：従五位下。8月1日：兵部少輔
- 弘仁5年（814年）2月21日：従五位上
- 弘仁14年（823年） 4月28日：大伴宿禰から伴宿禰へ改姓
- 時期不詳：美濃介
- 承和6年（839年） 10月1日：見散位
- 承和13年（846年）正月7日：正五位下